# Триродийторий
Триродийторий — бинарное интерметаллическое неорганическое соединение
родия и тория
с формулой Rh3Th,
кристаллы.

## Получение
- Сплавление стехиометрических количеств чистых веществ:

{\displaystyle {\mathsf {3Rh+Th\ {\xrightarrow {1550^{o}C}}\ Rh_{3}Th}}}

## Физические свойства
Триродийторий образует кристаллы
кубической сингонии,
пространственная группа P m3m,
параметры ячейки a = 0,4148 нм, Z = 1,
структура типа тримедьзолота AuCu3
.
Соединение конгруэнтно плавится при температуре 1550°С

.